# Motore Hemi
Un motore Hemi è un motore a combustione interna alimentato a benzina in cui la testa di ciascun cilindro di combustione è di forma semisferica. Il termine deriva è l'abbreviazione dell'inglese hemisphere (letteralmente in italiano "semisfera").

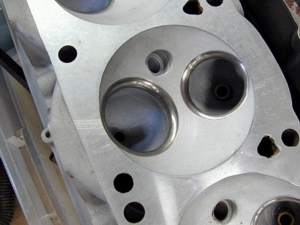
Camera di combustione semisferica

## Storia
Le camere di combustione semisferiche, già in uso per secoli nei mortai e nei cannoni, vennero introdotte in alcuni dei primi motori automobilistici, poco dopo che venne mostrato il concetto di motore a combustione interna stesso.
I motori con testata emisferica sono in uso almeno dal 1901; utilizzati dalla casa automobilistica belga Pipe nel 1905 e nella vettura da corsa Fiat 130 HP del 1907. Anche la Peugeot da Formula Grand Prix del 1912 e l'Alfa Romeo Grand Prix del 1914 montavano motori a quattro valvole, ed anche la Daimler e la Riley usarono motori con camere di combustione emisferiche. La Stutz, a partire dal 1912, usò motori a quattro valvole, anticipando concettualmente i moderni motori per le autovetture. Altri esempi ne sono, il motore bialbero Alfa Romeo già di serie dal 1950, il BMW a 6 cilindri in linea introdotto nel 1936 (progetto adottato poi da Bristol Cars), il Peugeot 403, il Renault 8 Gordini, il motore Toyota T e i motori da competizione "Miller".

## Tecnologia e miglioramento

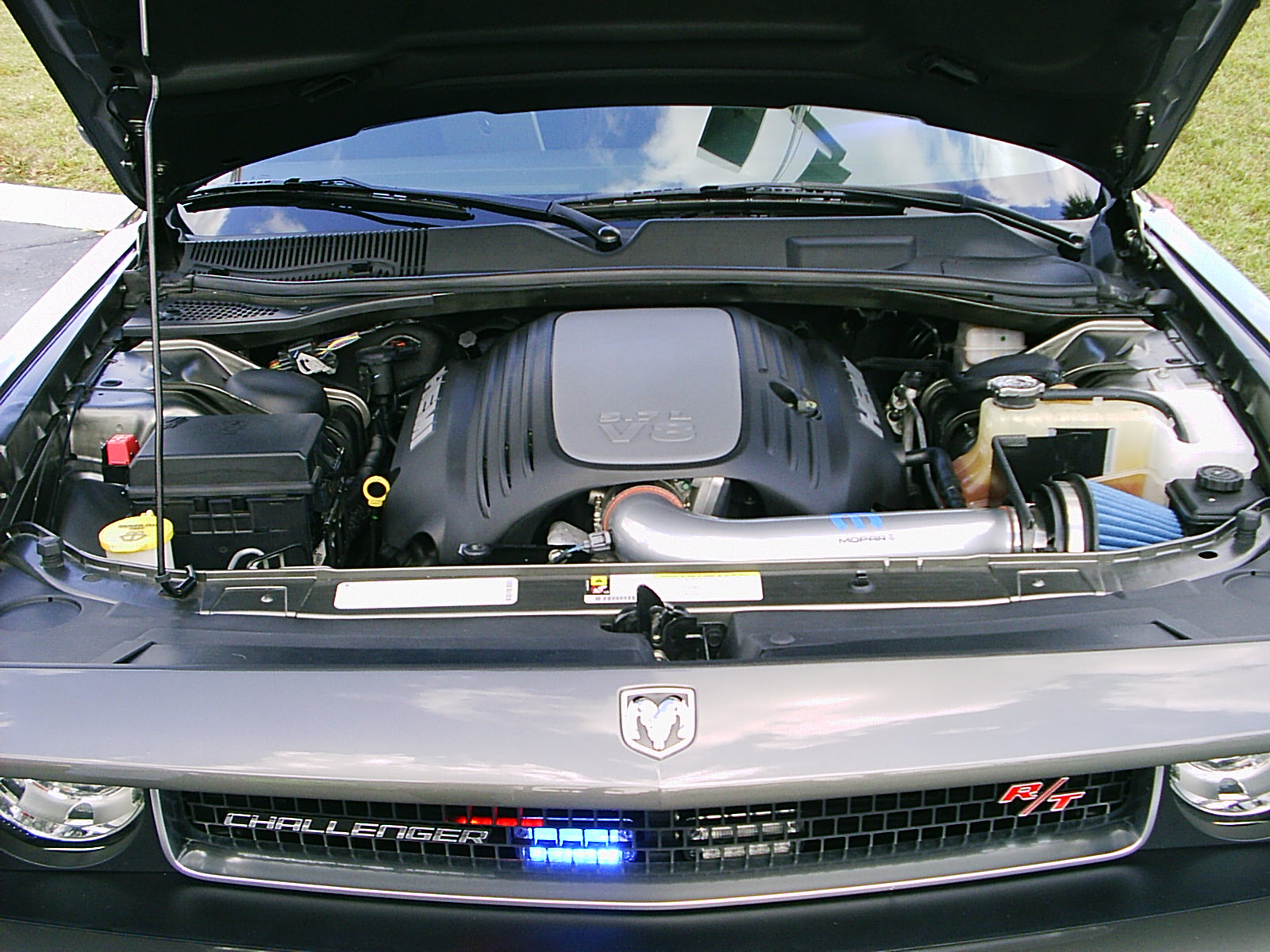
Esempio di un moderno motore Hemi montato su una Dodge Challenger

Nei sistemi a camera di combustione emisferica, le valvole di aspirazione e di scarico sono poste sui lati opposti della camera, facendo sì che il flusso di miscela aria-benzina scorra direttamente nella camera. Questa soluzione viene chiamata "testata a flusso incrociato".
Una delle sfide principali nella commercializzazione di motori che utilizzano camere emisferiche ruotava intorno alla progettazione di un sistema di distribuzione che rendesse il movimento delle valvole efficace, efficiente, affidabile e realizzabile ad un costo accettabile. A questa complessità faceva riferimento la Chrysler negli anni cinquanta durante lo sviluppo dei primi motori Hemi: nelle pubblicità, le testate venivano chiamate "Double Rocker" (letteralmente "Doppio bilanciere").